# Rhopalopterum beameri
Rhopalopterum beameri är en tvåvingeart som först beskrevs av Curtis W. Sabrosky 1940.  Rhopalopterum beameri ingår i släktet Rhopalopterum och familjen fritflugor.
Artens utbredningsområde är Kansas. Inga underarter finns listade i Catalogue of Life.